# Traités de Tilsit

Les traités de Tilsit sont deux accords signés en juillet 1807 dans la ville de Tilsit par l'empereur Napoléon Ier après avoir remporté la bataille de Friedland. Le premier traité de Tilsit a été signé en secret le 7 juillet 1807 par le tsar Alexandre Ier et Napoléon, lors d’une rencontre sur un radeau au milieu du Niémen. Le second traité de Tilsit a été signé le 9 juillet 1807 avec le roi de Prusse, qui avait déjà accepté une trêve le 25 juin après avoir été pourchassé par la Grande Armée jusqu’aux limites des frontières de son royaume.
Ces traités mettent fin à la guerre de la Quatrième Coalition européenne contre la France aux dépens de la Prusse, qui cède près de la moitié de ses territoires d'avant-guerre au profit d’États sous tutelle française : Napoléon Ier donne naissance au duché de Varsovie en privant la Prusse de la Posnanie et de la Mazovie. Le district de Białystok échoit à la Russie. Dantzig devient une République indépendante. Le duché de Varsovie est attribué au roi de Saxe. La Prusse cède également l'Altmark, Magdebourg, Halberstadt, Hildesheim, Wernigerode, Eichsfeld, Mansfeld, Erfurt, Minden, Ravensberg et Paderborn au nouveau royaume de Westphalie attribué à Jérôme Bonaparte qui avait épousé Catherine de Wurtemberg. La Prusse cède la Frise orientale au nouveau royaume de Hollande, Clèves, le comté de la Marck, Münster et Lingen au grand-duché de Berg. Les troupes françaises occupent le Hanovre et la principauté de Bayreuth.

## Le traité franco-russe

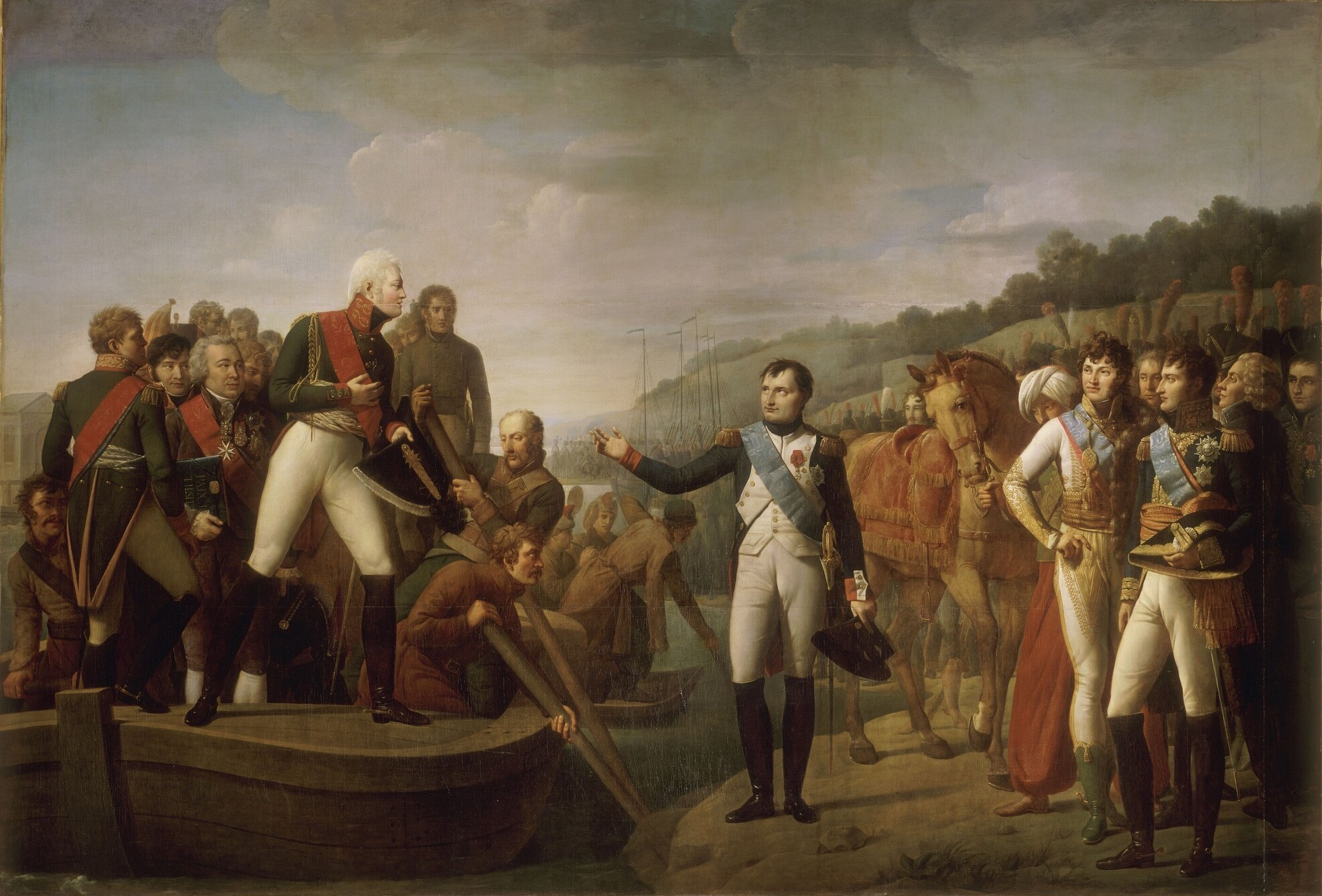
Adieux de Napoléon et d'Alexandre après la paix de Tilsit (9 juillet 1807), Gioacchino Serangeli, 1810, musée de Versailles.
On peut constater sur cette œuvre que les deux souverains se sont échangé leurs ordres respectifs : Napoléon Ier porte l'écharpe bleue de l'ordre de Saint-André tandis qu'Alexandre Ier arbore l'écharpe rouge de grand-croix de la Légion d'honneur.

En échange de l'engagement d'Alexandre d'adhérer au blocus contre l'Angleterre, Napoléon laisse les mains libres au tsar pour s’emparer de la Finlande qui appartenait à la Suède et dans son projet de démembrement de l'Empire ottoman (une clause prévoit le partage des possessions turques entre la Russie et la France). La Russie promet la fermeture de ses ports au commerce britannique et même de déclarer la guerre au Royaume-Uni si ce dernier refusait son offre de médiation, ce qui aura lieu en octobre 1807 lors du déclenchement de la guerre anglo-russe. Les deux souverains concluent ainsi une alliance contre les Anglais. En outre, le tsar rend Cattaro à la France et cède les îles Ioniennes.

## Le traité franco-prussien

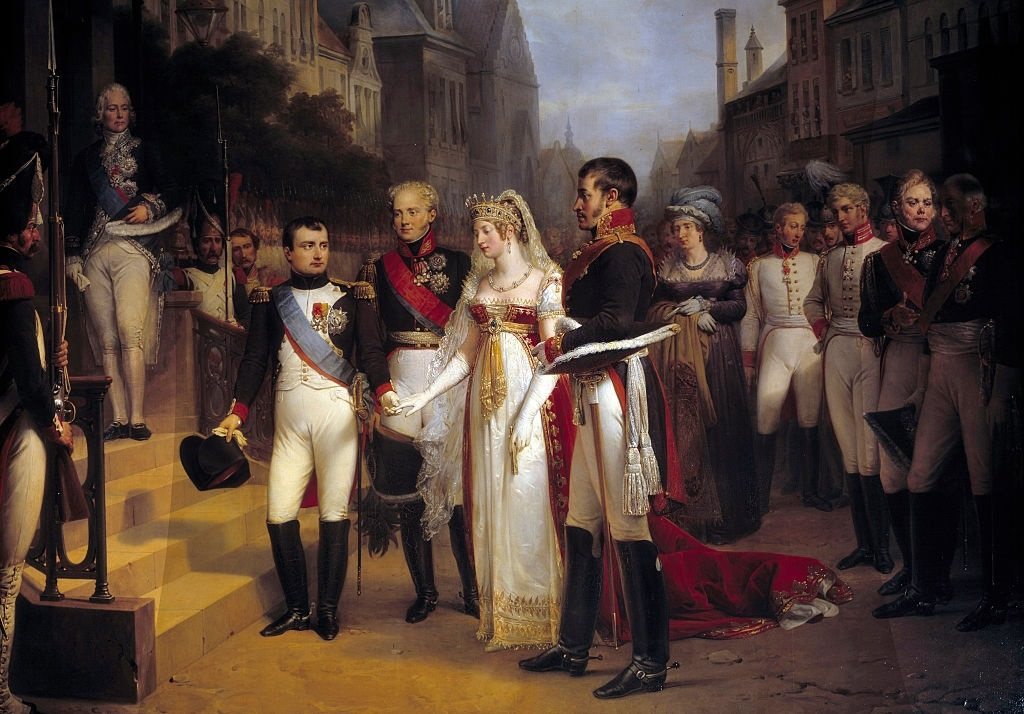
Napoléon à Tilsit avec le roi et la reine de Prusse.

Le second traité est signé avec la Prusse le 9 juillet 1807. Le royaume de Prusse perd la moitié de ses territoires. Ceux situés à l'ouest de l'Elbe sont intégrés au royaume de Westphalie nouvellement fondé dont Frédéric-Guillaume III doit reconnaître le souverain, Jérôme Bonaparte, dans l'article VI du traité. La Prusse doit également céder les territoires qu'elle avait gagnés à la suite des partages de la Pologne et cela depuis le 1er janvier 1772, hormis l'Ermeland et des terres à l'ouest des territoires prussiens anciens. L'article XIV commande à la Prusse de renoncer à Dantzig qui devient une ville libre. C'est ainsi qu'est créé le duché de Varsovie. En plus, la Prusse doit adhérer au blocus continental contre les Anglais, payer 100 000 000 de francs d'indemnité de guerre et réduire son armée à 42 000 hommes.
Talleyrand avait conseillé à Napoléon de modérer ses exigences envers le vaincu ; les deux traités constituent une étape importante dans sa mise à l'écart graduelle par l’empereur.
Un observateur a fait remarquer qu'alors qu'on rédigeait le traité, le roi de Prusse marchait à l'écart le long du Niémen ; selon McKay, Napoléon « n’avait qu'à lever la main pour rayer la Prusse de la carte. » C'est pourquoi plusieurs officiels prussiens et russes virent le traité comme un acte inique et une humiliation nationale : les soldats russes refusèrent par la suite d'obéir aux ordres de Napoléon, comme l’incident à Lisbonne le démontra à toute l'Europe. Les projets de Napoléon d'épouser la sœur du tsar furent repoussés par la famille royale russe ; et finalement, la coopération entre la Russie et la France prit fin lorsqu'en 1810 le tsar commença à autoriser l'accès de ses ports aux navires neutres. En 1812, Napoléon fit franchir le Niémen par la Grande Armée et envahit la Russie, balayant les derniers vestiges de l’alliance passée.

### Pertes territoriales et démographiques de la Prusse
Au terme du second traité de Tilsit, le royaume de Prusse perdit la moitié de son territoire et la population de dix millions d'habitants qu'il comptait avant les hostilités fut désormais réduite de moitié[réf. souhaitée]. Les rentrées fiscales du royaume furent entamées dans une proportion considérable, car les provinces perdues, qui étaient les plus riches et les plus fertiles, étaient aussi celles que depuis des années l’État modernisait à coups de millions de thalers. Presque tout ce que la Prusse avait conquis lors des trois partages de la Pologne était désormais perdu. Le duché de Saxe, ancienne principauté alliée de la Prusse, était le nouveau bénéficiaire de ces provinces. Quant à la Russie, naguère son plus fidèle allié, elle lui prenait 200 000 habitants en étendant sa frontière au thalweg du Boug. Le tableau suivant résume les pertes prussiennes du traité de Tilsit :
| Possessions de Westphalie                                                           | Superficie (km²) | Population |
| ----------------------------------------------------------------------------------- | ---------------- | ---------- |
| Comté de La Marck, y compris Essen, Werden et Lippstadt                             | 2 894            | 148 000    |
| Principauté de Minden                                                               | 1 050            | 70 363     |
| Comté de Ravensberg                                                                 | 936              | 89 938     |
| Lingen et Tecklembourg                                                              | 737.5            | 46 000     |
| Clèves, rive gauche du Rhin                                                         | 1 613            | 54 000     |
| Principauté de Frise-Orientale                                                      | 3 206            | 119 500    |
| Principauté de Münster                                                              | 2 780            | 127 000    |
| Principauté de Paderborn                                                            | 1 702            | 98 500     |
| Possessions de Basse-Saxe                                                           | Superficie (km²) | Population |
| Magdebourg, avec les territoires du duché sur la rive gauche de l'Elbe, Halle, & c. | 3 064            | 160 000    |
| Comté de Mansfeld                                                                   | 567              | 27 000     |
| Principauté d'Halberstadt                                                           | 1 503,5          | 101 000    |
| Comté de Hohenstein                                                                 | 482              | 27 000     |
| Territoires de Quedlinbourg                                                         | 85               | 13 400     |
| Principauté de Hildesheim et Goslar                                                 | 2 270            | 114 000    |

## Postface
L'un des fameux radeaux de l'entretien a eu un destin peu ordinaire : il fut donné à Regnaud de Saint-Jean d'Angély qui le ramena avec peine en France et l'installa sur un étang dans sa propriété de l'abbaye du Val, à Mériel dans le Val d'Oise.